# Cercoptera banonii
Cercoptera banonii är en skalbaggsart som beskrevs av Maximilian Spinola 1839. Cercoptera banonii ingår i släktet Cercoptera och familjen långhorningar.
Artens utbredningsområde är Venezuela. Inga underarter finns listade i Catalogue of Life.